# Furchhausen
Furchhausen je občina v departmaju Bas-Rhin francoske regije Alzacija.
Leta 1990 je v občini živelo 350 oseb oz. 122 oseb/km².